# Convention nationale démocrate

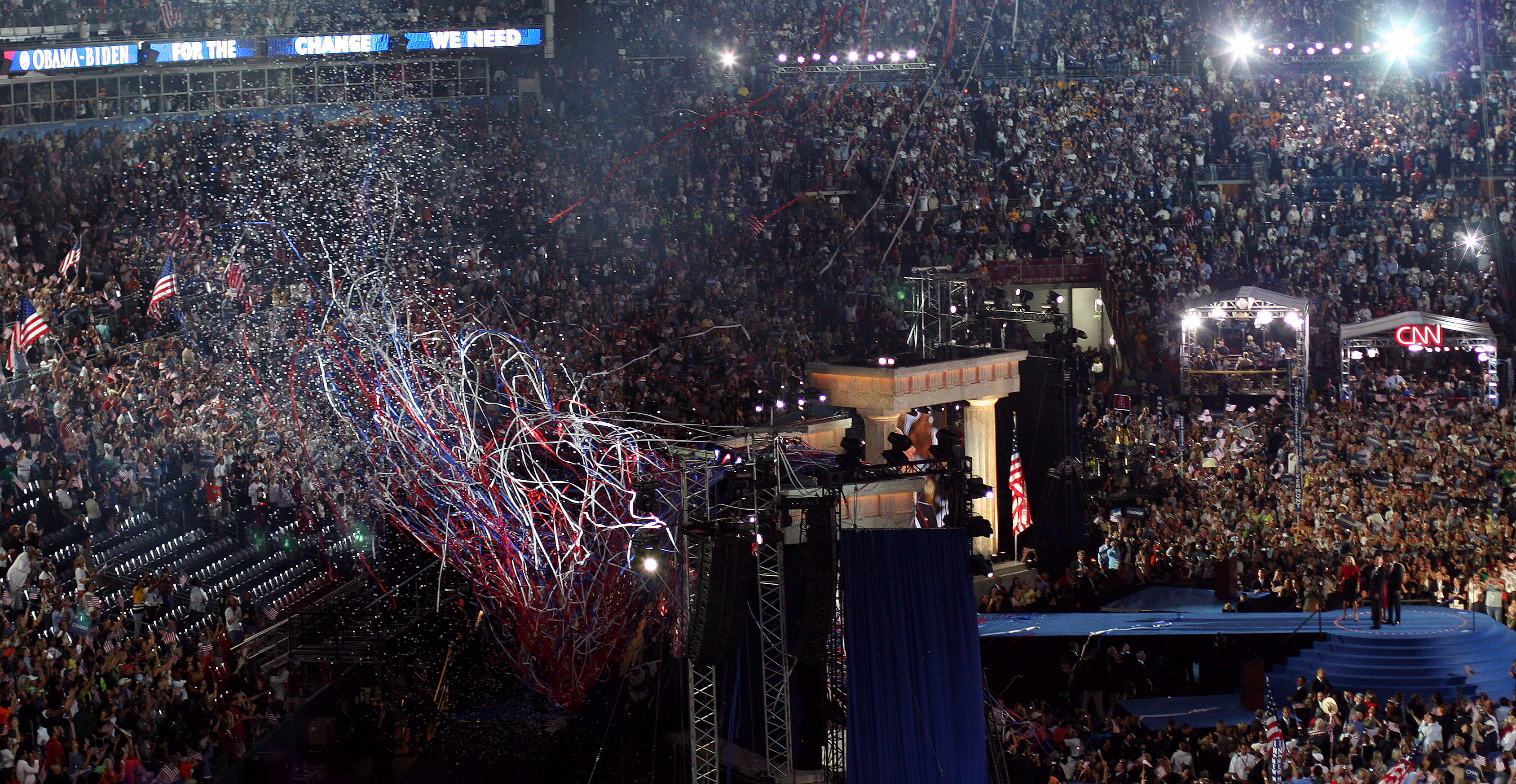
Lancer de confettis après un discours de Barack Obama durant la Democratic National Convention de 2008.

Les Democratic National Conventions, en français : Conventions nationales démocrates, sont des conventions tenues tous les quatre ans depuis 1832 par le Parti démocrate américain, et sont organisées depuis 1852 par le Comité national démocrate, l'organisme de gestion du parti démocrate au niveau national. Elles ont pour objectif de désigner les candidats du parti à la présidence et la vice-présidence pour la prochaine élection, d'élaborer un programme électoral, et agissent comme un élément fédérateur pour le parti. 
À ces conventions assistent des représentants des cinquante États des États-Unis et d'autres territoires dépendants, comme Porto Rico. Elles signent la fin officielle de la phase des primaires.

## Nomination
Le candidat du parti est choisi à la suite d'une série de caucus et de primaires, les super délégués peuvent cependant avoir une influence sur ce choix. Du fait du calendrier électoral des primaires, le candidat est la plupart du temps connu des mois avant la convention. Néanmoins, avant les années 1980, le candidat n'était le plus souvent déclaré qu'à l'issue de celle-ci. Le choix était alors du ressort des dirigeants du parti, qui faisaient voter les délégués jusqu'à ce qu'un candidat obtienne le soutien du nombre requis d'entre eux.
Les arrangements douteux entre dirigeants étaient courants et conduisaient souvent à l'investiture d'un candidat de compromis, peu connu et ayant moins de chances de l'emporter. Ces candidats ne découvraient parfois leur statut que durant la convention. Ils permettaient de ne pas avoir à choisir entre des personnalités à la fois plus puissantes et plus populaires, qui s'empêchaient les unes les autres d'obtenir le vote du nombre nécessaire de délégués.
Les conventions depuis les années 1960 servent surtout à élire le colistier (potentiel vice-président) et à valider le candidat, qui souvent a un nombre de délégués suffisants ou est le seul encore en lice. La dernière convention dite contestée (en) date de 1952 pour les démocrates.

## Histoire

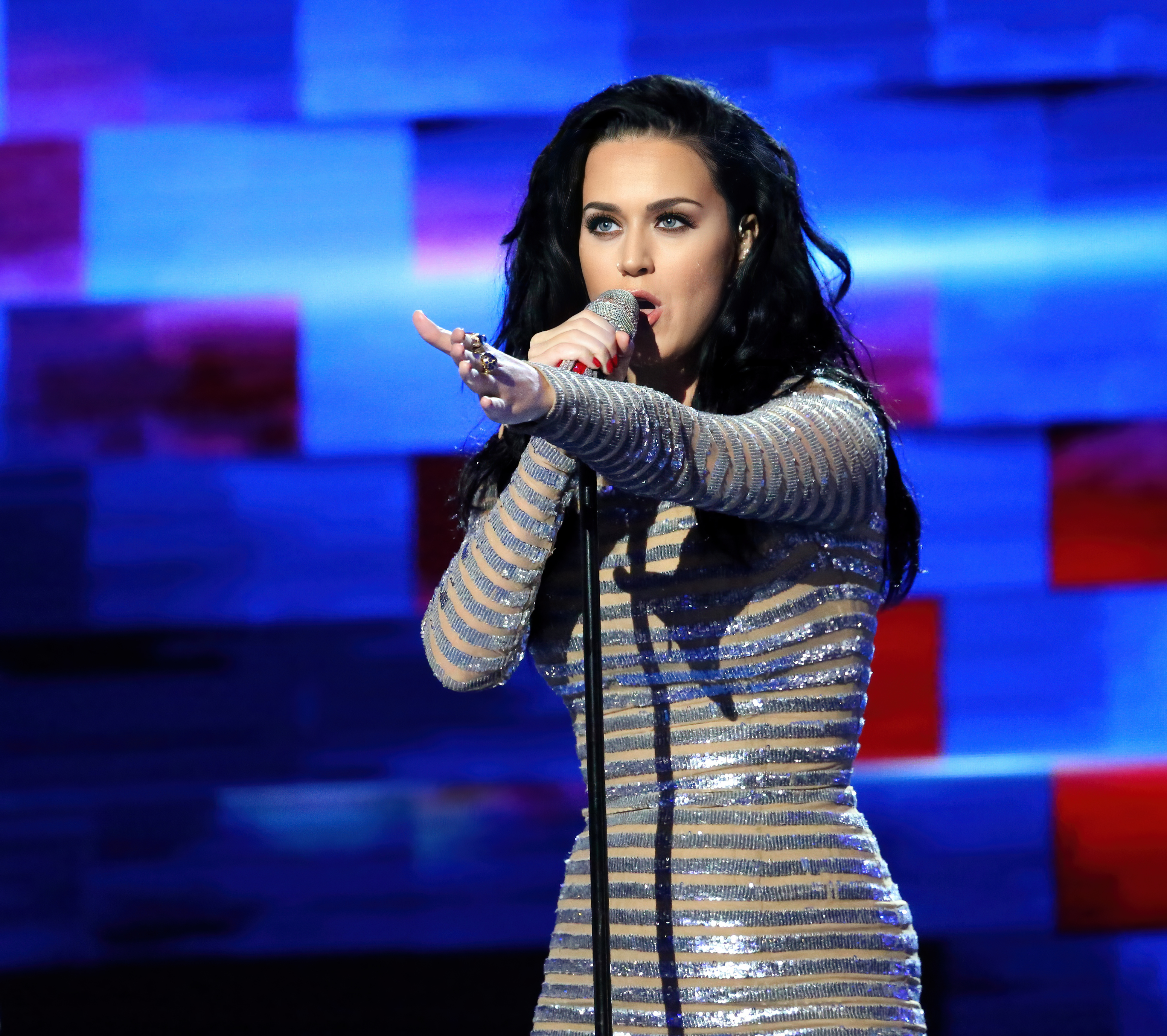
Katy Perry en intervention à la convention de 2016.

## Dans la culture
- Jean Genet a écrit deux textes à l’occasion de la Convention nationale démocrate de 1968 : « Les membres de l’Assemblée » et « Un salut aux cent mille étoiles »[2].